# Cyclea bicristata
Cyclea bicristata är en tvåhjärtbladig växtart som först beskrevs av William Griffiths, och fick sitt nu gällande namn av Friedrich Ludwig Diels. Cyclea bicristata ingår i släktet Cyclea och familjen Menispermaceae. Inga underarter finns listade i Catalogue of Life.